# Monrovia
Monrovia (AFI: /monˈrɔvja/), con una popolazione di 1 010 970 abitanti (censimento 2008), è la capitale della Liberia. È situata su una penisola, tra l'Oceano Atlantico e il fiume Mesurado, ed è un importante porto. Amministrativamente fa parte del distretto di Greater Monrovia nella contea di Montserrado.

## Geografia fisica

### Territorio
Monrovia si trova lungo la penisola di Capo Mesurado, tra l'Oceano Atlantico e il fiume Mesurado, la cui foce forma un grande porto naturale. Il fiume Saint Paul si trova a nord della città e costituisce il confine settentrionale dell'isola Bushrod, che si raggiunge attraversando il "Ponte Nuovo" dal centro di Monrovia.

### Clima
Secondo la classificazione dei climi di Köppen a Monrovia si registra un clima monsonico, ovvero un clima tropicale umido.  Nel corso dell'anno a Monrovia si registra una copiosa quantità di precipitazioni, con una media di 5 100 millimetri di pioggia all'anno, che ne fanno la capitale più piovosa del mondo.
Durante l'anno si alternano una stagione umida e una stagione secca, ma precipitazioni si registrano anche durante la stagione secca. Le temperature rimangono costanti durante tutto l'anno, in media a circa 26°.
| Monrovia            | Mesi | Mesi | Mesi | Mesi | Mesi | Mesi | Mesi | Mesi | Mesi | Mesi | Mesi | Mesi | Stagioni | Stagioni | Stagioni | Stagioni | Anno  |
| Monrovia            | Gen  | Feb  | Mar  | Apr  | Mag  | Giu  | Lug  | Ago  | Set  | Ott  | Nov  | Dic  | Inv      | Pri      | Est      | Aut      | Anno  |
| ------------------- | ---- | ---- | ---- | ---- | ---- | ---- | ---- | ---- | ---- | ---- | ---- | ---- | -------- | -------- | -------- | -------- | ----- |
| T. max. media (°C)  | 30,9 | 31,0 | 31,9 | 31,8 | 30,7 | 30,0 | 28,9 | 29,0 | 29,0 | 30,0 | 30,9 | 30,9 | 30,9     | 31,5     | 29,3     | 30,0     | 30,4  |
| T. min. media (°C)  | 21   | 21,9 | 22,0 | 21,1 | 20,2 | 21,0 | 20,0 | 21,0 | 21,0 | 21,0 | 21,1 | 21,1 | 21,3     | 21,1     | 20,7     | 21,0     | 21,0  |
| Precipitazioni (mm) | 41   | 60   | 97   | 160  | 389  | 889  | 856  | 483  | 712  | 538  | 208  | 107  | 208      | 646      | 2 228    | 1 458    | 4 540 |

## Storia

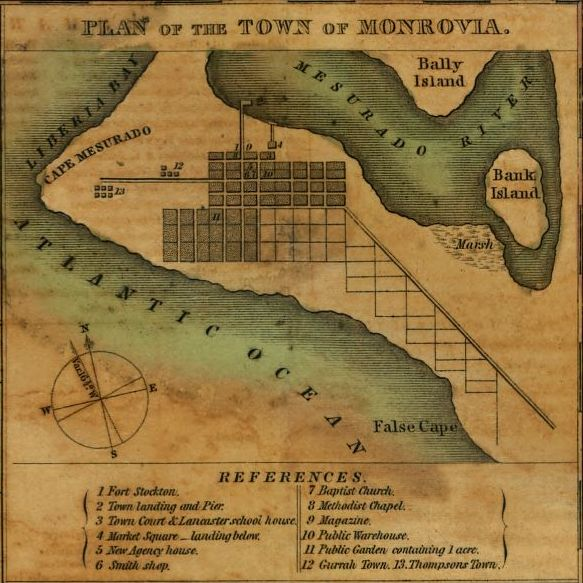
Mappa di Monrovia all'inizio del XIX secolo.

L'area era già abitata quando venne battezzata Cabo Mesurado dai marinai portoghesi intorno agli anni 1560, ma la città venne fondata soltanto nell'aprile 1822, quando l'isola della Provvidenza, oggi collegata al centro cittadino da un ponte, venne colonizzata per la prima volta dall'American Colonization Society come rifugio per gli schiavi liberati dagli Stati Uniti e dalle Indie Occidentali Britanniche, oltre che per molti dei famosi combattenti per la libertà, i Maroon. La città venne intitolata a James Monroe, l'allora Presidente degli Stati Uniti d'America.
All'inizio del XX secolo Monrovia veniva distinta in due diverse zone; Monrovia propriamente detta, dove viveva la popolazione di origine Americana-liberiana, riconoscibile per l'architettura con influssi degli stati meridionali degli Stati Uniti, e Krutown, abitata principalmente da popolazione di etnia Kru.
In occasione della riunione dell'Organizzazione dell'unità africana del 1979 il presidente liberiano William Tolbert promosse lo sviluppo dell'edilizia pubblica a Monrovia e la riduzione del 50% delle tasse di istruzione all'Università della Liberia di Monrovia.
La città è stata gravemente danneggiata durante la prima (1989-1995) e seconda (1999-2003) guerra civile liberiana, durante le quali molti edifici vennero distrutti. Grandi battaglie si svolsero nel 1990 tra le truppe governative di Samuel Doe e le forze di Prince Johnson e nel 1992 con l'assalto alla città da parte dell'NPFL. Un'eredità della guerra è l'enorme numero di bambini e giovani senzatetto, coinvolti nel conflitto o che a causa di esso si sono vista negata un'educazione.
A metà giugno del 1994, proprio in Monrovia, sono stati segnalati i primi casi di quella che è poi diventata l'epidemia di Ebola in Africa Occidentale del 2014.

## Economia

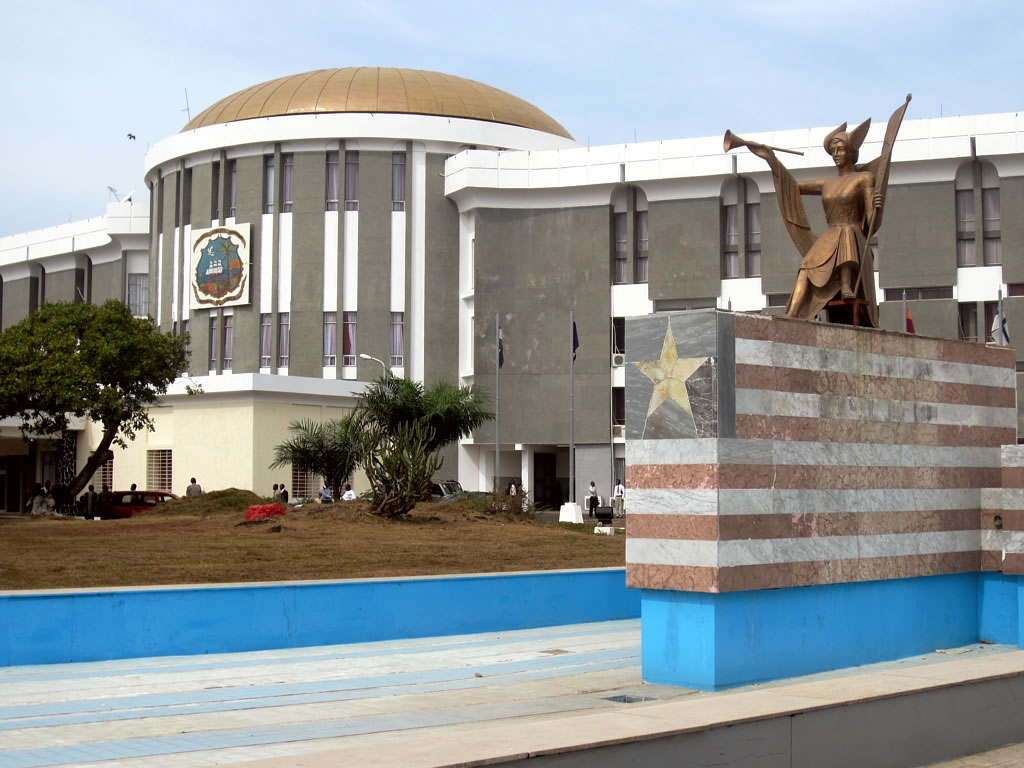
Campidoglio di Monrovia, sede del Parlamento.

Monrovia è la principale città della Liberia e ne è il centro amministrativo, commerciale e finanziario.
L'economia della città è dominata dal porto franco Free Port, che venne notevolmente ampliato dalle forze statunitensi durante la II guerra mondiale. Il porto è inoltre dotato di ampi magazzini e di cantieri di carenaggio.
I principali prodotti esportati sono il lattice e il minerale di ferro. Tra le industrie presenti si trovano: cemento, raffinerie, alimentari, mattoni e piastrelle, mobili e industria chimica.
Al capitale sociale della Netcom Liberia, partecipa con il 36,5% delle azioni l'operatore telefonico italiano Eutelia.

## Monumenti e luoghi d'interesse
Le principali attrazioni di Monrovia sono il Museo Nazionale Liberiano, il Tempio Massonico, oggi in rovina, il Waterside Market (attualmente chiuso), il centro culturale sull'isola della Provvidenza, la cattedrale del Sacro Cuore di Gesù, sede dell'Arcidiocesi di Monrovia,  e diverse spiagge.
Sono inoltre presenti uno zoo, l'Università della Liberia e la Cuttington College and Divinity School (Episcopale).

## Infrastrutture e trasporti
Imbarcazioni collegano il grande porto cittadino con Greenville e Harper.
L'aeroporto più vicino è l'Aeroporto Spriggs Payne, situato a cinque chilometri dal centro della città, mentre l'Aeroporto Internazionale di Monrovia-Roberts, il più grande aeroporto internazionale della Liberia, si trova a 60 chilometri di distanza.
Monrovia è collegata con il resto del paese attraverso una rete stradale. In città è disponibile un servizio di taxi privati e minibus, cui si aggiungono le linee di autobus gestite dal Transit Authority Monrovia.

## Amministrazione

### Gemellaggi
- Dayton
- Taipei

## Sport
La città è sede di diverse squadre di calcio maschili, tra le quali l'Invincible Eleven, la squadra che vanta il maggior numero di scudetti vinti nel campionato di Calcio della Liberia, oppure il Gedi & Sons Football Club.
George Weah, politico e Presidente della Liberia nonché ex-calciatore ed anche pallone d'oro, è nato nella baraccopoli di Clara Town, a Monrovia.